# Bastion (informatique)
Pour les articles homonymes, voir Bastion (homonymie).

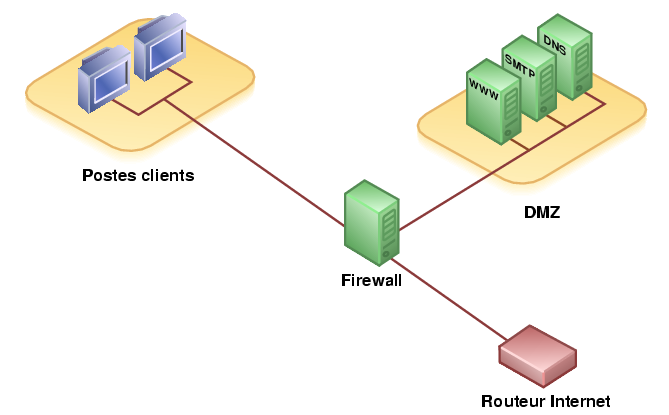
DMZ contenant des bastions

En sécurité des systèmes d'information, un bastion (de l'anglais : bastion host) est un élément du réseau informatique qui est situé dans une partie accessible depuis l'extérieur, par exemple Internet, en le plaçant soit devant le pare-feu d'un intranet (système d'information privé) soit dans une zone démilitarisée (DMZ) de cet intranet, partiellement filtré par un pare-feu.

## Rôle
Les hôtes bastion sont utilisés pour séparer les activités privées d'une attaque venant de l'extérieur, tout en fournissant un service accessible depuis l’extérieur.
Un bastion peut fournir un ou plusieurs services : service web, service de noms LDAP, service de messagerie, etc. Ces services peuvent être des relais d'une partie vers l'autre. Il peut aussi inclure un système dit pot de miel et de détection ou prévention d'intrusion.
Se plaçant entre une zone de confiance faible (voire très faible comme Internet) et une zone de confiance forte, le bastion peut intégrer des proxys (transparents, couplés avec des redirections de ports par exemple) pour sécuriser les envois de courriers électroniques (anti-virus, anti-spam) et les transactions HTTP (anti-virus, filtrage de contenu, gestion de planning horaire, etc.)